# ジュゼッペ・コロンボ
ジュゼッペ・コロンボ（Giuseppe Colombo, 1920年10月2日 - 1984年2月20日）は、主にイタリアのパドヴァ大学で研究活動をおこなったイタリア人科学者、数学者、技術者。「ベピ (Bepi)」という愛称で知られ、天体力学や宇宙航行学の分野で業績を残した。

## 生涯と業績
1920年10月2日にパドヴァで生を受けた。高校卒業後の1939年にピサの高等師範学校 (Scuola Normale Superiore) に進学。在学中に東部戦線で武勲を上げたのち、1943年に数学の学位を取得。卒業後は故郷のパドヴァに戻り、パドヴァ大学で1944年に理論力学の助手、1951年に准教授、1955年に教授となった。カターニア、モデナ、ジェノヴァで教鞭をとった後、1961年に工学部の教授としてパドヴァに戻った。パドヴァ大学では天体力学でも教鞭をとることとなり、1964年からは応用力学の学部長を務めた。
1970年、ジェット推進研究所 (JPL) の招待を受け、アメリカ航空宇宙局 (NASA) が計画していたマリナー10号による金星・水星探査ミッションに関する会議に参加した。その席上でコロンボは、金星を使った重力アシストマヌーバを利用することで、水星に複数回接近遭遇する太陽周回軌道に宇宙機を投入することが可能であることを計算によって示した。このアイデアのおかげで、NASAはマリナー10号に3回の水星フライバイ探査をさせることができた。マリナー10号は初めてある惑星の重力アシストを使って他の惑星に到達した宇宙機となり、これ以来重力アシストは広く使われるようになった。
コロンボは、軌道を回るプラットフォームから宇宙機を支えるために長いひも（テザー）を使うというコンセプトを考案した。コロンボは、同僚のマリオ・グロッシとともにNASAとイタリア宇宙機関 (ASI) にこのアイデアを提案した。このアイデアは彼の死後にTSS (Tethered Satellite System) と発展し、スペースシャトルのミッションSTS-46とSTS-75で打ち上げられた。
コロンボは、2回公転する間に3回自転するという水星の自転と公転の共鳴関係について、潮汐ロックの観点から説明を与えた。また、宇宙探査が外部太陽系に至る以前の時代に、地上からの観測によって土星の環の研究に大きな貢献を残した。欧州宇宙機関 (ESA) のハレー彗星探査機「ジオット」のミッションにも参加したが、探査機の打ち上げ前年の1984年にパドヴァでこの世を去った。
1971年に、天文学と地球物理学の分野でフェルトリネッリ賞 (伊: Premio Feltrinelli) を受賞。1983年には、NASAのゴールドメダルを受賞している。

## 名を冠した事物
- Centro Interdipartimentale Studi ed Attività Spaziali ‘G. Colombo’：パドヴァ大学の宇宙研究活動センター[4][7]。
- ジュゼッペ・コロンボ宇宙測地センター (Giuseppe Colombo Centre for Space Geodesy)：イタリアバジリカータ州マテーラにあるイタリア宇宙機関の施設[7]。
- コロンボ・フェローシップ (Colombo fellowship)：宇宙航行学分野の研究者に対して毎年授与されるESAの賞[4]。
- ベピ・コロンボ (Bepicolombo)：ESAとJAXAによる水星探査ミッション[4][8]。
- コロンボの空隙 (Colombo Gap)：土星の環のC環の中にある隙間[9]。
- 小惑星 (10387) Bepicolombo[4]